# Alexis Knapp
Alexis Knapp (Avonmore (Pennsylvania), 31 juli 1989) is een Amerikaanse actrice. Ze is bekend van haar rol in de komediefilm Project X uit 2012.
Knapp heeft een dochter met acteur Ryan Phillippe, de ex-man van actrice Reese Witherspoon, met wie ze kortstondig een relatie had.